# Bondhusbræen
Bondhusbræen er en udløber fra Folgefonna, en gletsjer, i Kvinnherad i Vestland fylke i Norge. Gletsjeren (bræen) strækker sig mod vest og ned til Bondhusdalen, som munder ud ved Sundal ved Maurangerfjorden. Den er omtrent 4 km lang og har et fald på omtrent 1100 m.

## Eksterne kilder
- Wikimedia Commons har flere filer relateret til Bondhusbræen
- Bondhusbreen på SNL

60°03′24″N 06°18′50″Ø / 60.05667°N 6.31389°Ø